# هنندی اوربو
هنندی اوربو (اوکراینی: Геннадій Григорович Орбу؛ زادهٔ ۲۳ ژوئیهٔ ۱۹۷۰) بازیکن فوتبال اهل اوکراین است.
از باشگاه‌هایی که در آن بازی کرده‌است می‌توان به باشگاه فوتبال فورسکلا پولتاوا، باشگاه فوتبال شاختار دونتسک، باشگاه فوتبال سوکول ساراتوف، و باشگاه فوتبال روتور ولگوگراد اشاره کرد.
وی همچنین در تیم ملی فوتبال اوکراین بازی کرده‌است.